# والكير زيميرمان
والكير زيميرمان (بالإنجليزية: Walker Zimmerman) (19 مايو 1993 بلورينسفيل في الولايات المتحدة - ) هو لاعب كرة قدم أمريكي في مركز الدفاع. شارك مع منتخب الولايات المتحدة تحت 18 سنة لكرة القدم ومنتخب الولايات المتحدة تحت 20 سنة لكرة القدم ومنتخب الولايات المتحدة تحت 23 سنة لكرة القدم. أما مع النوادي، فقد لعب مع نادي دالاس.

## وصلات خارجية
- والكير زيميرمان على موقع الدوري الأمريكي (الإنجليزية)
- والكير زيميرمان على موقع قاعدة بيانات كرة القدم.إي يو (الإنجليزية)
- والكير زيميرمان على موقع ناشيونال فوتبول تيمز (الإنجليزية)
- والكير زيميرمان على موقع Soccerbase.com (لاعب) (الإنجليزية)
- والكير زيميرمان على موقع Soccerway.com (الإنجليزية)
- والكير زيميرمان على موقع عالم كرة القدم.نت (الإنجليزية)
- والكير زيميرمان على موقع اللجنة الأولمبية الدولية (الإنجليزية)
- والكير زيميرمان على موقع AS.com (الإسبانية)